# ريوسوكي ياماموتو
ريوسوكي ياماموتو (باليابانية: 山本良介؛ بالكانا: やまもと りょうすけ) هو تريثلت ياباني، ولد في 17 مايو 1979 في كيوتو في اليابان.

## وصلات خارجية
- ريوسوكي ياماموتو على موقع أوليمبيديا (الإنجليزية)